# Ban Alak
Ban Alak – wieś położona w południowo-wschodnim Laosie, w prowincji Attapu, w dystrykcie Xaysetha.